# Rubus scabripes
Rubus scabripes är en rosväxtart som beskrevs av Léon Gaston Genevier. Rubus scabripes ingår i släktet rubusar, och familjen rosväxter. Inga underarter finns listade i Catalogue of Life.